# Gerichtsbezirk Zell am Ziller

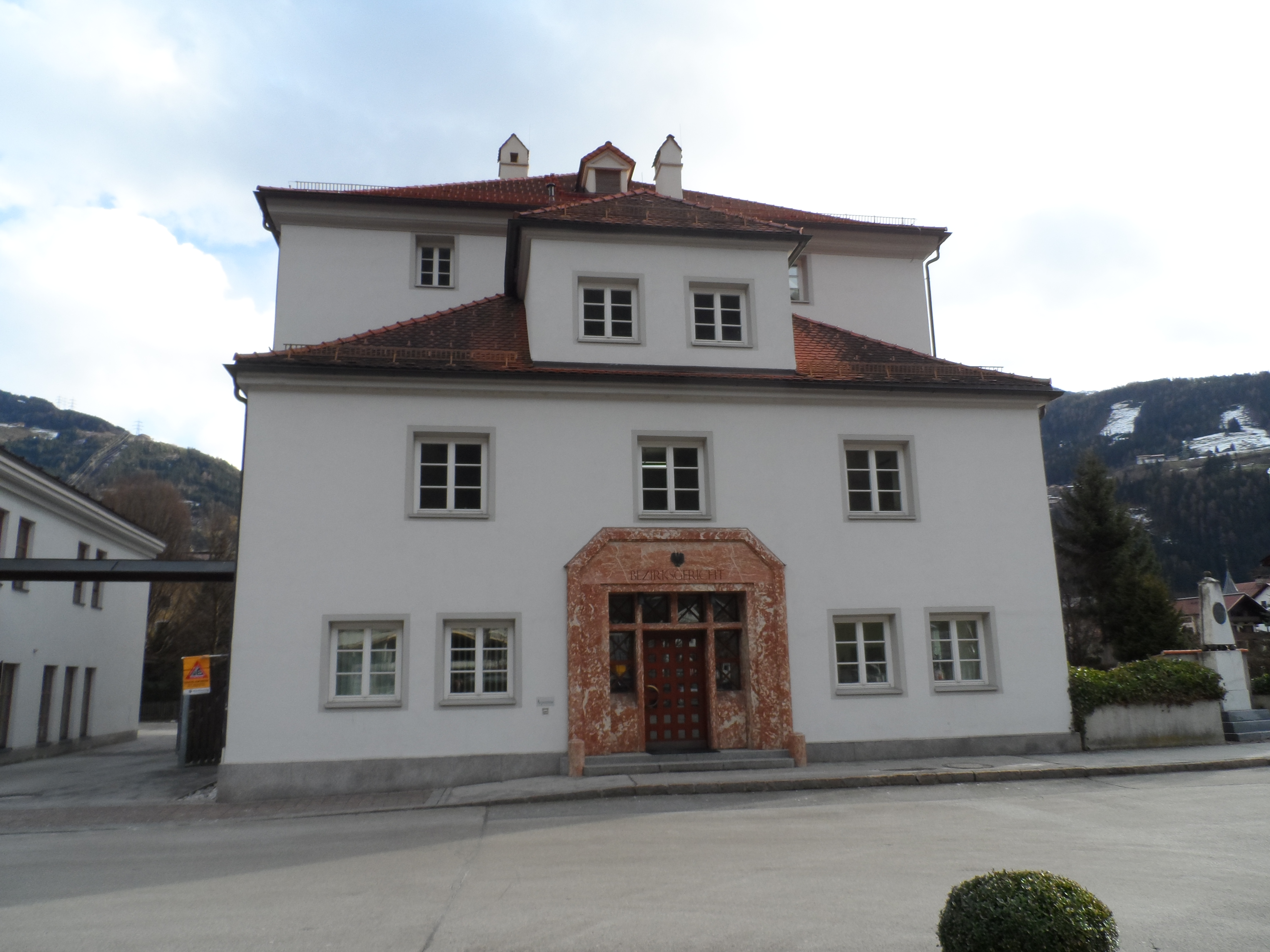
Bezirksgericht Zell am Ziller

Der Gerichtsbezirk Zell am Ziller ist ein dem Bezirksgericht Zell am Ziller unterstehender Gerichtsbezirk im Bundesland Tirol. Der Gerichtsbezirk ist neben dem Gerichtsbezirk Schwaz einer von zwei Gerichtsbezirken im politischen Bezirk Schwaz.

## Geschichte
Der Gerichtsbezirk Zell am Ziller wurde durch eine 1849 beschlossene Kundmachung der Landes-Gerichts-Einführungs-Kommission geschaffen und umfasste ursprünglich die 15 Gemeinden Aschau, Brandberg, Distelberg, Finkenberg, Gerlos, Gerlosberg, Heinzenberg, Kaltenbach, Leimach, Mayrhofen, Ransberg, Rohrberg, Schwendau, Schwendberg, Tux, Zell und Zellberg.
Der Gerichtsbezirk Zell am Ziller bildete im Zuge der Trennung der politischen von der judikativen Verwaltung
ab 1868 gemeinsam mit den Gerichtsbezirken Fügen und Schwaz den Bezirk Schwaz.
Mit der Verordnung der Bundesregierung vom 29. März 1923 wurde der benachbarte Gerichtsbezirk Fügen aufgelöst und sein Gebiet dem Gerichtsbezirk Zell zugeschlagen. Per 1. Juni 1923 wurde dadurch das Gebiet des Gerichtsbezirks Zell am Ziller um die Gemeinden Fügen, Fügenberg, Gattererberg, Hart, Pongratzenberg, Ried, Schlitters, Stumm, Stummerberg und Uderns erweitert.

## Gerichtssprengel
Der Gerichtssprengel umfasst nach diversen Gemeindezusammenlegungen mit den 23 Gemeinden Aschau im Zillertal, Brandberg, Finkenberg, Fügen, Fügenberg, Gerlos, Gerlosberg, Hainzenberg, Hart im Zillertal, Hippach, Kaltenbach, Mayrhofen, Ramsau im Zillertal, Ried im Zillertal, Rohrberg, Schlitters, Schwendau, Stumm, Stummerberg, Tux, Uderns, Zell am Ziller, und Zellberg den südlichen Teil des Bezirks Schwaz.